# Бушков, Андрей Васильевич
Андре́й Васи́льевич Бушко́в (род. 13 октября 1969 года, Отрадное, Ленинградская область, РСФСР, СССР) — советский и российский фигурист, выступавший в парном катании с Мариной Ельцовой. Чемпион мира 1996 года, двукратный чемпион Европы (1993, 1997), трёхкратный чемпион России. Заслуженный мастер спорта России. Ныне — тренер по фигурному катанию, живёт и работает в США.

## Карьера
Первой партнёршей Андрея Бушкова была Юлия Ляшенко, с которой они стали бронзовыми призёрами чемпионата мира среди юниоров 1988 года, представляя СССР. Затем Андрей встал в пару с Мариной Ельцовой. С ней они были третьими на последнем чемпионате СССР, в декабре 1991 года. На первом чемпионате России (1993 год) стали вторыми, проиграв Евгении Шишковой и Вадиму Наумову, а на чемпионате Европы того же года обошли их, а также Манди Вётцель и Инго Штойера и выиграли турнир.
Наиболее успешным для пары стало выступление на чемпионате мира в 1996 году. В короткой программе с тремя незначительными помарками, в том числе — потерей равновесия на приземлении с тройного тулупа, заняли второе место. В сложной произвольной программе сделали тройной тулуп и два двойных акселя (один — в каскаде), два тройных выброса (один — с касанием рукой) и сложную поддержку «лассо» — аксель со спуском на одной руке. В острейшей конкуренции победитель определялся по вторым и более высоким судейским местам, Ельцовой — Бушкову такие места дали 6 судей, а паре Вётцель — Штойер — 5; преимущество в один голос позволило россиянам выиграть.
Фигуристы участвовали в зимних Олимпийских играх 1998 года и заняли там 7-е место. В короткой программе Бушков ошибся на тройном тулупе, а в произвольной — также на тройном тулупе и сделал одинарный аксель вместо двойного, при этом австралийский судья поставил пару на третье место. На чемпионате России 1999 года стали только 4-ми, не попали в сборную страны и, завершив любительскую карьеру, уехали в США.
В настоящее время Андрей Бушков работает в США тренером по фигурному катанию. В частности, он тренировал израильскую спортивную пару Хэйли-Энн Сакс — Вадим Акользин.

## Спортивные достижения
(с М.Ельцовой)
| Соревнования               | 1990—1991 | 1991—1992 | 1992—1993 | 1993—1994 | 1994—1995 | 1995—1996 | 1996—1997 | 1997—1998 | 1998—1999 |
| -------------------------- | --------- | --------- | --------- | --------- | --------- | --------- | --------- | --------- | --------- |
| Зимние Олимпийские игры    |           |           |           |           |           |           |           | 7         |           |
| Чемпионаты мира            |           |           | 6         | 3         | 4         | 1         | 2         | 6         |           |
| Чемпионаты Европы          |           |           | 1         |           | 4         | 4         | 1         | WD        |           |
| Чемпионаты России          |           |           | 2         | 4         | 1         | 2         | 1         | 1         | 4         |
| Чемпионаты СССР            | 4         | 3         |           |           |           |           |           |           |           |
| Финалы Гран-при            |           |           |           |           |           | 2         | 3         |           |           |
| Cup of Russia              |           |           |           |           |           |           | 2         | 1         | 5         |
| Trophee Lalique            |           |           |           | 2         | 1         |           |           |           | 3         |
| Skate America              | 1         |           | 1         |           | 1         | 1         |           | 1         |           |
| Skate Canada International |           | 3         |           |           |           |           | 2         |           |           |
| Nations Cup                |           |           |           |           |           | 1         | 2         |           |           |
| NHK Trophy                 | 4         | 3         | 2         |           | 1         |           |           |           |           |
| Зимние Универсиады         | 1         |           |           |           |           |           |           |           |           |

- WD = снялись с соревнований

(с Ю.Ляшенко)
| Соревнования                  | 1987—1988 |
| ----------------------------- | --------- |
| Чемпионаты мира среди юниоров | 3         |